# دينيس هانراهان
دينيس هانراهان (بالإنجليزية: Denis Hanrahan)‏ هو كاهن كاثوليكي نيوزيلندي، ولد في 1 نوفمبر 1933 في غرايموث في نيوزيلندا، وتوفي في 1 فبراير 1987 في كرايستشرش في نيوزيلندا.